# Paradecatoma bannensis
Paradecatoma bannensis är en stekelart som beskrevs av Masi 1943. Paradecatoma bannensis ingår i släktet Paradecatoma och familjen kragglanssteklar.
Artens utbredningsområde är Somalia. Inga underarter finns listade i Catalogue of Life.